# کنجی مورییاما
کنجی مورییاما (انگلیسی: Kenji Moriyama؛ زادهٔ ۲۱ ژوئن ۱۹۹۱) بازیکن فوتبال اهل ژاپن است.